# Convento de San Agustín (Alicante)
El convento de San Agustín de Alicante (España) fue una institución religiosa establecida por los frailes agustinos en la ciudad de Alicante. Su historia se remonta al siglo XVI, cuando la comunidad se asentó inicialmente en las afueras de la ciudad, antes de trasladarse al interior de la misma a comienzos del siglo XVII. El convento fue desamortizado y demolido en el siglo XIX.

## Fundación y primeros años
El convento se fundó en 1609, cuando la comunidad de frailes agustinos, que desde 1585 habitaba en una ermita dedicada a Nuestra Señora del Socorro fuera de los muros de la ciudad, decidió trasladarse al interior por razones de seguridad. El nuevo edificio se erigió en el área conocida como la calle de En Llop (actualmente llamada Maldonado), en el declive inferior del cerro de la Ereta. Según los registros históricos, el convento contaba con una iglesia con coro, sacristía, cocina, despensa, refectorio, un claustro con cisterna y celdas que albergaban a una comunidad de 26 a 27 frailes.
El primer prior de la comunidad fue Fray Miguel Salon, catedrático de teología en la Universidad de Valencia. La devoción a Nuestra Señora del Socorro continuó creciendo, y en 1744 se construyó un retablo en el altar mayor de la ermita original.

## Declive y desamortización
A comienzos del siglo XIX, la comunidad agustina se vio reducida debido a los trastornos políticos de la época, como la invasión francesa durante la Guerra de la Independencia. El convento fue suprimido temporalmente en 1820 con la promulgación de la ley de desamortización eclesiástica, aunque la comunidad pudo regresar brevemente en 1823 tras la restauración de la orden religiosa. Sin embargo, para 1834, solo quedaban entre seis y ocho frailes, y el convento fue finalmente abandonado en 1835, tras la aplicación del Real Decreto de exclaustración que afectaba a las comunidades religiosas con menos de 12 frailes.

## Demolición y conversión en plaza
Tras la exclaustración, el edificio quedó en estado de abandono y fue demolido. Los restos de la estructura permanecieron durante varios años hasta que, en 1848, el lugar fue limpiado y convertido en una plaza, que inicialmente se llamó Plaza de San Agustín. Posteriormente, la plaza fue renombrada como Plaza de Campoamor en 1851, en honor al gobernador civil de la provincia, y finalmente, en 1855, adoptó el nombre de Plaza de Quijano, en el que sigue siendo conocida hasta hoy.